# 디지털 서비스법
디지털 서비스법(Digital Services Act, DSA)은 2022년에 채택된 EU 규정으로, 불법 콘텐츠, 투명한 광고, 허위 정보 등을 규제한다. 이 법은 EU 법규 중 전자상거래지침(Electronic Commerce Directive 2000)을 개정하는 내용이며, 디지털 시장법(Digital Markets Act, DMA)과 함께 제안되었다.
DSA는 소셜 네트워크, 마켓플레이스, 앱 스토어와 같은 온라인 플랫폼 및 중개업체에 적용된다. 주요 요건으로는 규제 기관에 알고리즘 작동 방식 공개, 콘텐츠 검토 결정에 대한 설명 제공, 타겟 광고에 대한 더욱 엄격한 통제 시행 등이 있다. 또한 EU 내 월간 활성 사용자 수가 4,500만 명 이상인 "초대형" 온라인 플랫폼 및 검색 엔진에 대한 구체적인 규정을 규정한다.

## 목표
우르줄라 폰데어라이엔은 2019년 유럽 집행위원회 의장 선거에서 "새로운 디지털 서비스법"을 제안했다.
DSA의 명시된 목적은 특히 2000년에 채택된 전자상거래 지침을 현대화함으로써 중개업체의 불법 콘텐츠에 대한 유럽 연합의 법적 체계를 개선하는 것이다. 이를 통해 DSA는 국가 차원에서 불법 콘텐츠 문제를 해결하기 위해 등장한 유럽 연합의 다양한 국가 법률을 조화시키는 것을 목표로 한다. 이러한 법률 중 가장 두드러진 것은 독일의 NetzDG와 오스트리아("Kommunikationsplattformen-Gesetz") 및 프랑스("Loi Avia")의 유사 법률이다. 유럽 차원에서 디지털 서비스법이 채택되면 이러한 국가 법률은 무효화되고 개정되어야 한다.
실제로 이는 불법 콘텐츠, 투명한 광고 및 허위 정보 관련 새로운 법률을 의미한다.

## 같이 보기
- 디지털 시장법
- 빅테크
- 플랫폼 경제
- 위챗